# Blommersia grandisonae
A Blommersia grandisonae a kétéltűek (Amphibia) osztályába, a békák (Anura) rendjébe és az aranybékafélék (Mantellidae) családjába tartozó faj.

## Nevének eredete
Nevét Alice Georgie Cruickshank Grandison herpetológus tiszteletére kapta.

## Előfordulása
Madagaszkár endemikus faja. A sziget keleti oldalán húzódó hegységben 200–100 m-es tengerszint feletti magasságban honos a Marojejy-hegytől az Andohahela Nemzeti Parkig.

## Megjelenése
Kis méretű békafaj, a hímek testhossza 18–23 mm, a nőstényeké 19–20 mm. Háti bőre sima. Oldalán feketés sáv húzódik, amit alul fehér csík szegélyez. Hasi oldala sárga. Mellső lába úszóhártya nélküli.  

## Természetvédelmi helyzete
A vörös lista a nem veszélyeztetett fajok között tartja nyilván.